# 小行星18235
小行星18235（18235 Lynden-Bell, 1003 T-2）是一顆位於小行星帶的小行星。 於1973年9月29日被科内利斯·約翰內斯·萬·豪敦（Cornelis Johannes van Houten）、湯姆·赫雷爾斯（Tom Gehrels）和英格麗·萬·豪敦-格勒內費爾德（Ingrid van Houten-Groeneveld）發現於帕洛马山天文台。以英國天文學家唐納德·林登貝爾的姓氏命名。

## 外部連結
- JPL Small-Body Database Browser on 18235 Lynden-Bell （页面存档备份，存于）

| 前一小行星： 18234 4262 T-1 | 小行星列表 | 後一小行星： 18236 Bernardburke |